# Carlos Jordan de Urriès y Pérez Salanova
Carlos Jordan de Urriès y Pérez Salanova, le cardinal d'Urriès,  né à Huesca, Espagne, et mort  le 8 octobre 1420 à Rome, est un cardinal espagnol, créé par l'antipape d'Avignon Benoît XIII.

## Biographie
Carlos Jordan de Urriès y Pérez Salanova est créé  cardinal au consistoire du 22 septembre 1408 par Benoît XIII. En 1409, de Urriès écrit un traité pour défendre le pape d'Avignon contre les cardinaux au concile de Pise. Benoît XIII le nomme sacrista  de la cathédrale de Huesca.  Le cardinal Urriès lui reste fidèle, malgré les démarches du roi Alphonse V d'Aragon, mais en 1417 avec deux autres cardinaux,  Carrillo et Pedro Fonseca, il demande l'abdication de Benoît XIII, qui dépose les trois  cardinaux. Urriès ne participe pas au conclave de 1417, lors duquel Martin V est élu, mais le nouveau pape l'accueille au sein de son sacré collège en 1418.